# 608 هـ
608 هـ هي سنة في التقويم الهجري امتدت مقابلةً في التقويم الميلادي بين سنتي 1211 و1212.

## مواليد
- ابن خلكان
- البوصيري

## وفيات
- ابن يونس الموصلي
- عبد الجليل القصري
- ابن سناء الملك
- علي بن منصور الأزجي

- شرف خاتون